# Classe traccia
In matematica, un operatore di classe traccia o operatore nucleare è un operatore compatto per il quale può essere definita una traccia. I termini "operatore di classe traccia" e "operatore nucleare" sono generalmente equivalenti, nonostante alcuni autori utilizzino il primo termine per identificare gli operatori nucleari definiti su uno spazio di Hilbert, riservando il secondo per gli operatori definiti su un più generale spazio di Banach.

## Definizione
Nel seguito, {\displaystyle {\bigl (}H,(\cdot ,\cdot ){\bigr )}} è uno spazio di Hilbert complesso, con {\displaystyle (\cdot ,\cdot )} antilineare nella prima variabile e lineare nella seconda. Sia {\displaystyle A} un operatore lineare e positivo, ovvero tale che
{\displaystyle 0\leq (x,Ax)\quad {\text{ per ogni }}\,x\in H}
Data una base ortonormale {\displaystyle \{e_{i}\}_{i\in I}} di {\displaystyle H}, si definisce la traccia di {\displaystyle A} il numero
{\displaystyle {\rm {Tr}}A=\sum _{i\in I}(e_{i},Ae_{i})}
Nel caso in cui {\displaystyle H} non sia separabile, tale somma va intesa come il limite di un net. Si dimostra che tale somma è indipendente dalla scelta della base. 
L'operatore {\displaystyle A} è detto di classe traccia se la traccia del suo modulo è finita, ovvero se:
{\displaystyle {\rm {Tr}}|A|<\infty \ }
La traccia di un operatore può essere scritta in modo equivalente come:
{\displaystyle \|A\|_{1}={\rm {Tr}}|A|=\sum _{i\in I}(e_{i},(A^{*}A)^{1/2}e_{i})}
Se {\displaystyle H} ha dimensione finita, ogni operatore è di classe traccia e la precedente somma è equivalente alla definizione di traccia di una matrice.
Se un operatore positivo (e quindi autoaggiunto) {\displaystyle A} è di classe traccia allora
{\displaystyle \|A\|\leq \|A\|_{1}}
In particolare un operatore di classe traccia è limitato, in quanto la norma di {\displaystyle A} coincide con quella di {\displaystyle |A|}.
Inoltre, un operatore autoaggiunto è di classe traccia se e solo se lo sono la sua parte positiva {\displaystyle A^{+}} e negativa {\displaystyle A^{-}}.

## Proprietà
- Lo spazio degli operatori di classe traccia è uno *-ideale nello spazio degli operatori limitati definiti su uno spazio di Hilbert.[1] Questo significa che:
  - Lo spazio degli operatori di classe traccia è uno spazio vettoriale.
  - Se {\displaystyle A} è di classe traccia e {\displaystyle B} è un operatore limitato su {\displaystyle H}, allora {\displaystyle AB} e {\displaystyle BA} sono di classe traccia.
  - Se {\displaystyle A} è di classe traccia, lo è anche il suo aggiunto {\displaystyle A^{*}}.
- Definendo la traccia come:
{\displaystyle \|A\|_{1}={\rm {Tr}}|A|}

lo spazio degli operatori di classe traccia è uno spazio di Banach con la norma {\displaystyle \|A\|_{1}}.
- Un operatore di classe traccia è un operatore compatto. Viceversa, un operatore compatto è di classe traccia se e solo se[2]

{\displaystyle \sum _{n=1}^{\infty }|\lambda _{n}|<\infty }
dove i numeri {\displaystyle \{\lambda _{n}\}} sono i valori singolari dell'operatore.
- Gli operatori a rango finito sono densi nello spazio degli operatori di classe traccia rispetto alla norma {\displaystyle \|A\|_{1}}.

- Si dimostra che lo spazio degli operatori di classe traccia è generato dagli operatori di classe traccia positivi. Questo implica che la traccia si estende ad un funzionale lineare sullo spazio degli operatori di classe traccia. In particolare, se {\displaystyle A} è di classe traccia allora

{\displaystyle {\rm {Tr}}A=\sum _{i\in I}(e_{i},Ae_{i})}
è assolutamente convergente, in quanto l'indipendenza dalla base implica la convergenza incondizionata.